# Wolfgang-Hagen Hein
Wolfgang-Hagen Hein (* 7. Februar 1920 in Halle an der Saale; † 4. April 2003 in Bad Soden am Taunus) war ein deutscher Apotheker, Autor und Honorarprofessor für Geschichte der Pharmazie an der Universität Würzburg. Er galt als einer der profiliertesten und vielseitigsten Vertreter der Pharmaziegeschichte sowie Kenner von Leben und Werk Alexander von Humboldts.

## Leben
Wolfgang-Hagen Hein wurde in Halle an der Saale als Sohn eines Apothekers geboren. Nach dem Abitur absolvierte er von 1937 bis 1939 ein Apothekenpraktikum in der Hof- und Stadtapotheke Eisenberg in Thüringen und  begann dann das Pharmaziestudium in München. Da er dieses mehrfach Wehrdienst unterbrechen musste, legte er erst 1944 das Staatsexamen ab. Ab 1945 arbeitete er als Doktorand in der Schützen-Apotheke in München, bis er 1948 für seine Doktorarbeit über die Inhaltsstoffe des Rainfarns bei Dr. Gerhard Schenk den Doktorgrad der Universität München erhielt und dann in München in der Winthir-Apotheke arbeitete. Ab 1952 bis 1962 dann trug Wolfgang-Hagen Hein die Verantwortung als Geschäftsführer der Firma Stada in Essen/Frankfurt. 1963 eröffnete er die Taunusblick-Apotheke in Zeilsheim.
Von 1960 an war er Lehrbeauftragter der Universität Würzburg und wurde 1970 zum Honorarprofessor für Geschichte der Pharmazie berufen.
Wolfgang-Hagen Hein war seit den 1960er Jahren Verantwortlicher für die Internationale und Deutsche Gesellschaft für Geschichte der Pharmazie. Außerdem war er  im Vorstand des Vereins der Freunde des Apotheken-Museums in Heidelberg (heute Gesellschaft Deutsches Apotheken-Museum). Als sein Freund Christian Wehle – ebenfalls ein Pharmaziehistoriker – starb, übernahm Hein den Vorsitz des Vorstandes der Deutschen Apotheken-Museum-Stiftung. Dieses Amt hatte er vom 6. Dezember 1985 bis zum 31. Dezember 1990 inne.

## Leistungen
Da sein Vater ein zutiefst humanistisch geprägter Goethe-Sammler war, überkam Wolfgang-Hagen Hein schon in sehr jungen Jahren ebenso eine Sammelleidenschaft. Bei der Frage, welches Sammelgebiet er einnehmen sollte, hörte er auf seinen Freund Rudolph Zaunick, der ihm Alexander von Humboldt anriet. Dies war der Grundstein für eine der bedeutendsten Privatsammlungen über diesen Naturforscher der Goethezeit. In dieser befanden sich Hunderte von Briefen, sämtliche Erstausgaben und fast alle graphischen Bildnisse, Medaillen und Kleinplastiken. Aus diesem Grund wurde Wolfgang-Hagen Hein zu einem anerkannten Humboldtforscher. 1989 verkaufte Hein seine Humboldt-Sammlung an das Land Berlin; sie wird heute im Stadtmuseum Berlin aufbewahrt. Als Fritz Ferchl 1953 verstarb, war die Zukunft des von ihm 1925 gegründeten Apotheken-Kalenders stark gefährdet. Hein übernahm diese Aufgabe. In der Folge baute er ein Bildarchiv auf, das bis heute in Fülle, wissenschaftlicher Bearbeitung und Druckqualität einzigartig ist.
Er verfasste zahlreiche Werke zur pharmaziehistorischen Ikonographie und war Mitherausgeber der Deutschen Apotheker-Biographie.
Während seiner Anstellung bei der Winthir-Apotheke in München entwickelte er zusammen mit Johannes Krutzsch mehrere Apparaturen zur vereinfachten Bestimmung von physikalischen Parametern. Das Krutzschmeter® zur Bestimmung der Dichte einer Flüssigkeit; das Alkrumeter® Bestimmung der Alkoholzahl nach DAB 6 und das Fekrumeter® zur Dichtebestimmung von Feststoffen.

## Schriften (Auswahl)
Sein erstes pharmaziehistorisches Werk verfasste er mit 31 Jahren: In der Deutschen Apothekerzeitung schrieb er über die Apothekentaxe der Stadt Eisleben von 1598.
Autobiographien:
- Begegnungen (1976)
- Erfahrungen (1985)

Weitere Werke:
- Ein süddeutsches Rezept des Mittelalters. In: Beiträge zur Geschichte der Pharmazie. Band 5, 1953, S. 21–23.
- mit Kurt Sappert: Die Medizinalordnung Friedrichs II. Eine pharmaziegeschichtliche Studie. Eutin 1957 (= Veröffentlichungen der internationalen Gesellschaft für Geschichte der Pharmazie. Neue Folge. Band 12).
- mit Holm-Dietmar Schwarz: Deutsche Apotheker-Biographie. 2 Bände. Stuttgart 1975–1978 (= Veröffentlichungen der Internationalen Gesellschaft für Geschichte der Pharmazie. Neue Folge, Band 43/46).
- (als Herausgeber und Autor) Alexander von Humboldt. Leben und Werk. Boehringer Sohn, Ingelheim am Rhein 1985, ISBN 3-921037-55-7.
- Alexander von Humboldt und die Pharmazie (=Veröffentlichung der Internationalen Gesellschaft für Geschichte der Pharmazie e.V. N.F., Bd. 56). Wiss. Verl.-Ges., Stuttgart 1988, ISBN 978-3-8047-0984-3
- Apotheker-Exlibris aus Deutschland, Österreich und der Schweiz: Eschborn/Ts: Govi-Verl., 1997, ISBN 978-3-7741-0643-7
- Das Apotheken-Etikett: Govi-Verl., Frankfurt am Main 1994, ISBN 978-3-7741-0466-2
- als Herausgeber, mit Dirk Arnold Wittop Koning: Bildkatalog zur Geschichte der Pharmazie (= Veröffentlichungen der Internationalen Gesellschaft für Geschichte der Pharmazie. Neue Folge, Band 33). Stuttgart 1969.
- als Herausgeber, mit Gottfried Schramm: Die Vorträge des Internationalen Pharmaziehistorischen Kongresses, Basel 1979 (= Veröffentlichungen der Internationalen Gesellschaft für Geschichte der Pharmazie e. V. Neue Folge, Band 50).